# Faixa preta (artes marciais)
Nas 

Ilustração de faixa preta do jūdô.

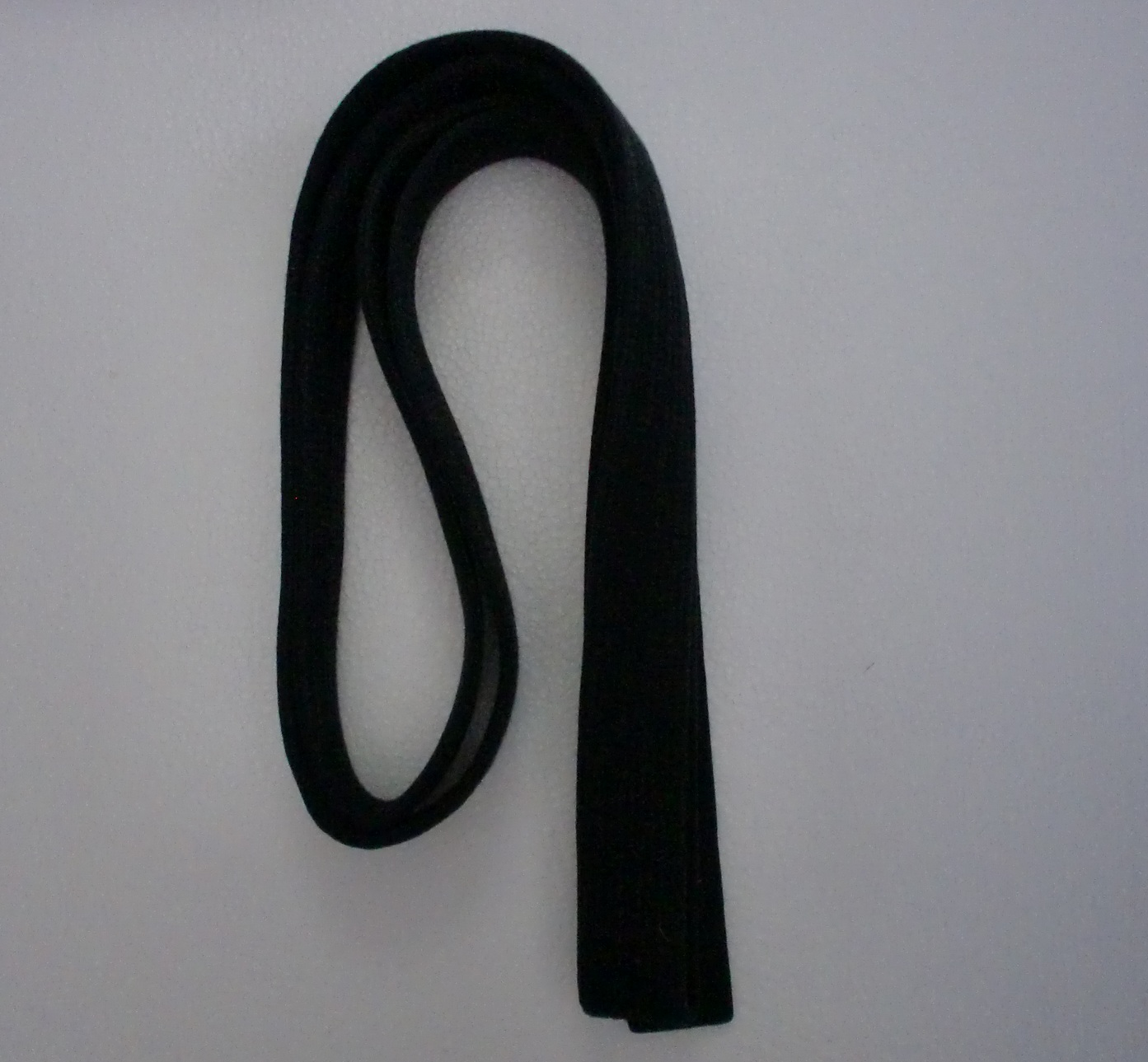
Faixa preta do caratê (a foto é de uma faixa preta do shōrinji-ryū karate-dō renshinkan.

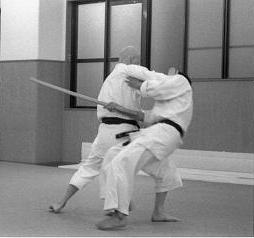
Dois faixas pretas de aikidō treinando

artes marciais do leste asiático, a faixa preta é associada à perícia, mas pode indicar apenas competência, dependendo da arte marcial. O uso de cintas coloridas é uma invenção relativamente recente, que data da década de 1880.
Faixas de várias cores são definidas de maneira diferente para cada arte marcial, mesmo para categorias mais baixas do que a faixa preta (marrom, por exemplo). É um meio de o praticante confirmar onde está chegando e também motiva o praticante a se refinar.
Em todos os casos, é comum que a faixa branca seja uma faixa de nível introdutório e a palavra "faixa colorida", geralmente, é usada apenas para cores diferentes do preto e branco. 
No caso de artes marciais usando hakamas, elas não pode ser apertadas. 

## Origem
O uso sistemático da cor da faixa (ou cinta) para denotar classe (categoria, hierarquia, etc.) foi usado pela primeira vez no Japão por Kanō Jigorō, o fundador do jūdō, na década de 1880. Ele adotou o preto, que tem um contraste marcante como uma cor que brilha na vestimenta branca, como uma cor que representa uma pessoa pisada. Na internet, sabe-se que a raiz da faixa-preta é de que a cor da faixa da vestimenta muda com o passar do tempo (acabando por se tornar preta) e a cor claramente difere da de iniciantes. No entanto, isso é incorreto. Inicialmente, a faixa (cinta, obi) larga foi usada. Como os praticantes treinavam em quimonos, apenas  faixas brancas e pretas eram usadas. Somente no início de 1900, após a introdução do jūdōgi
, outras cores foram adicionadas. Outras artes marciais, mais tarde, adotaram o costume. Isso inclui artes marciais que, tradicionalmente, não tinham uma estrutura de classificação formalizada. Esse tipo de classificação é menos comum em artes que não reivindicam uma origem do extremo oriente, embora seja usado no programa de artes marciais do corpo de fuzileiros navais. Anteriormente, os instrutores japoneses de koryūs tendiam à fornecer apenas certificados de classificação.

## Classificação relativa
Classes e faixas não são equivalentes entre artes, estilos, ou mesmo dentro de algumas organizações. Em algumas artes, a faixa preta pode ser concedida em três anos ou até menos, enquanto em outras leva um treinamento dedicado de dez anos ou mais. O teste para faixa preta é, geralmente, mais rigoroso e centralizado do que para as categorias inferiores.

## Habilidade
Em contraste com o estereótipo "faixa preta como mestre", uma faixa preta geralmente indica que o usuário é competente na técnica e princípios básicos de um estilo.
Outra maneira de descrever isso liga os termos usados nas artes japonesas. O shodan (para faixa preta de primeiro grau), significa literalmente "a primeira etapa" (etapa inicial), e as próximas séries, nidan e sandan, são numeradas como "ni" (dois) e "san" (três), significando segunda e terceira etapa, respectivamente. A faixa preta shodan não é o fim do treinamento, mas sim um início para um aprendizado avançado: o indivíduo agora "sabe caminhar" e pode, assim, iniciar a "jornada".
Como uma "faixa preta" é comumente vista como conferindo algum status, alcançá-la tem sido usada como um truque de marketing. Por exemplo, uma escola pode garantir que alguém será premiado dentro de um determinado período ou por uma determinada quantia em dinheiro. Essas escolas são às vezes chamadas de Mcdōjōs ou fábricas de cintas (faixas).

### Ensino
Em algumas escolas japonesas, após a obtenção da faixa preta, o aluno também começa à instruir, podendo ser denominado aluno sênior
(senpai) ou professor (sensei). Em outros, um aluno faixa preta não deve ser chamado de sensei até que seja faixa preta de terceiro grau (sandan) ou tenha os títulos de kyosa ou sabom nas artes marciais coreanas (como um segundo grau ou superior), pois isso denota um maior grau de experiência e um sensei deve ter isso e compreender o que está envolvido no ensino de uma arte marcial.

## Graus superiores

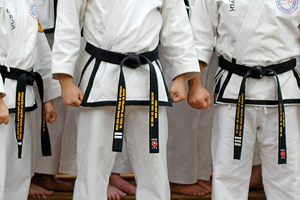
Algumas escolas de artes marciais usam barras bordadas para denotar diferentes níveis de faixas pretas, como mostrado nestas faixas-pretas de primeiro, segundo e terceiro dan de taekwondo.

Nas artes marciais japonesas, as subdivisões adicionais das categorias de faixa preta podem estar vinculadas aos graus de dan e indicadas por listras na faixa. Yūdansha (traduzindo aproximadamente do japonês para "pessoa que possui um grau de dan") é frequentemente usado para descrever aqueles que possuem uma graduação de faixa preta. Embora a faixa permaneça preta, listras ou outras insígnias podem ser adicionadas para denotar a categoria superior, em algumas artes, os alunos do último ano usarão faixas de cores diferentes.
No judô e em algumas formas de caratê, um sexto dan usará uma faixa vermelha e branca. A faixa vermelha e branca, geralmente, é reservada apenas para ocasiões cerimoniais e uma faixa preta regular ainda é usada durante o treinamento. No nono ou décimo dan, algumas escolas concedem a vermelha. Em algumas escolas de [[Jiu-jitsu|jūjutsu]]
, os instrutores mestres (shihans) e os superiores usam faixas roxas. Essas outras cores são frequentemente chamadas, coletivamente, de "faixas pretas".

## Diversos
- No caso do jūdō, existem faixas vermelhas e brancas e faixas vermelhas que indicam os graus acima da faixa preta (seis graus ou mais).

- No caso do jiu-jitsu brasileiro existem marcações, na faixa preta, indicando os graus ou as etapas idênticas ao jūdō, aonde existem faixas vermelhas e brancas ou pretas (corais) e faixas vermelhas nas graduações acima da faixa preta. Porém a última faixa di jiu-jitsu brasileiro é a faixa vermelha.

- Existe uma lenda urbana (há também uma descrição equivalente no mangá "Holyland") que diz:

"Se você tirar uma faixa preta, será registrado na polícia" e "se você receber um dan, no momento do julgamento será considerado como tendo uma arma, mesmo que o tenha feito com as próprias mãos."
Mas esse não é o caso.

## Ligação externa
- Origens do sistema de classificação de caratê (cópia, em inglês, no Wayback Machine)